# Idamay (Virginia Occidental)
Idamay es un lugar designado por el censo ubicado en el condado de Marion en el estado estadounidense de Virginia Occidental. En el Censo de 2010 tenía una población de 611 habitantes y una densidad poblacional de 267,47 personas por km².

## Geografía
Idamay se encuentra ubicado en las coordenadas 39°29′36″N 80°15′22″O / 39.49333, -80.25611. Según la Oficina del Censo de los Estados Unidos, Idamay tiene una superficie total de 2.28 km², de la cual 2.28 km² corresponden a tierra firme y (0.11%) 0 km² es agua.

## Demografía
Según el censo de 2010, había 611 personas residiendo en Idamay. La densidad de población era de 267,47 hab./km². De los 611 habitantes, Idamay estaba compuesto por el 98.04% blancos, el 1.47% eran afroamericanos, el 0% eran amerindios, el 0% eran asiáticos, el 0% eran isleños del Pacífico, el 0.16% eran de otras razas y el 0.33% pertenecían a dos o más razas. Del total de la población el 1.15% eran hispanos o latinos de cualquier raza.